# Gregorian
Gregorian — немецкий музыкальный коллектив, исполняющий поп- и рок-композиции в стиле, имитирующем григорианские распевы.
Хотя сам стиль музыки значительно отличается от подлинных григорианских распевов, в своих выступлениях коллектив использует образ средневековых монахов. В частности, большинство песен исполняются хором из 8-10 человек, а на концертах вокалисты выступают в монашеских сутанах.
В отличие от исполнителей подлинных григорианских хоралов, Gregorian используют внушительное инструментальное сопровождение, включающее гитару (в зависимости от композиции — электрическую или акустическую), ударные, клавишные инструменты. Используется и компьютерная обработка музыки с помощью специальных эффектов. На концертах Gregorian выступают в стиле, присущем рок-группам: композиции исполняются «вживую», их исполнение сопровождается запоминающимся шоу.

## История
Продюсером и основателем Gregorian является Франк Петерсон (Frank Peterson). В 1990 году вместе с Михаэлем Крету он участвовал в записи дебютного альбома проекта Enigma MCMXC a.D. (на обложке диска Петерсон скрылся под псевдонимом F. Gregorian). До этого в качестве клавишника он вместе с Михаэлем работал над первым сольным альбомом Сандры.
После разрыва с Михаэлем Крету в 1991 году Петерсон записал альбом Gregorian «Sadisfaction». Но вскоре он понял, что аудитория не смогла оценить это творение, из-за чего идею соединения поп-музыки с григорианскими хоралами приходится отложить в долгий ящик, к тому же эта ниша была уже занята проектом Enigma. В 90-е Петерсон занимался продюсированием таких проектов и исполнителей как Принцесса (англ. Princessa), Сара Брайтман (Sarah Brightman), Офра Хаза (Ofra Haza), Eva Mali (Zarina Maliti) и многих других. И вот, только к концу 90-х, когда аудитория уже привыкла к частому использованию хоралов в нью-эйдж, поп- и рок-музыке, Петерсон решает вернуться к своей старой идее, но уже в другом формате.
В 1998 году Франк Петерсон вместе с новой командой (Michael Soltau, Carsten Heusmann и Jan-Eric Kohrs), возобновляет работу над своим старым проектом Gregorian. На этот раз он задаётся идеей исполнения песен разных стилей и направлений классическим хором. Необходимо было выбрать из всего огромного разнообразия музыки нечто интересное и неожиданное, обработать так, чтобы песни слушались по-новому. Идея использования хора была не нова, так как после успеха альбома Enigma MCMXC a.D. появилось много подобных групп: часто они записывали только один альбом, после чего уходили в небытие. Безусловно, Франк шел на большой риск, ведь никто не знал, как отнесется аудитория к такому исполнению популярных хитов.
Серия созданных им альбомов Gregorian «Masters of Chant» (8 альбомов) и «The Dark Side» имеет стабильный коммерческий успех.
В репертуаре Gregorian — широкий набор номеров от рождественских и классических композиций до рокерских: The Beatles, Led Zeppelin, AC/DC, Deep Purple, Metallica, Фила Коллинза, Rammstein, HIM и др., а также собственные композиции.

## Состав
- Фрэнк Петерсон — лидер проекта, автор аранжировок
- Хор: Richard Naxton (Naxos), Jhonny Clucas (Jhonny), Chris Tickner (Chris T), Richard Collier (Rich), Gerry O’Beirne (Gerry), Lawrence White (Lorro), Rob Fardell (Bobby B), Daniel Williams и Brendan Matthew (Bren)
- Женский вокал: Сара Брайтман (известная также под псевдонимами Hepsibah или Sarah Hellmann), Amelia Brightman (Violet, младшая сестра Сары Брайтман), Eva Mali (Зарина Малити) Marjan Shaki
- Клавишные: Jan-Eric Kohrs, Carsten Heusmann
- Перкуссия, ударные: Roland Peil, Harry Reischmann
- Гитара, акустическая гитара, соло: Gunther Laudahn

## Дискография и видеография

### Альбомы
- Sadisfaction (1991 г.).
- Masters of Chant (6 октября 1999г.).
- Masters of Chant Chapter II (15 октября 2001 г.).
- Masters of Chant Chapter III (7 октября 2002 г.).
- Masters of Chant Chapter IV (6 октября 2003 г.).
- The Dark Side (25 октября 2004 г.).
- The Masterpieces (30 сентября 2005 г.) — сборник лучших песен.
- Masters of Chant Chapter V (31 марта 2006 г.).
- Christmas Chants (11 ноября 2006 г.).
- Masters of Chant Chapter VI (28 сентября 2007 г.)
- Christmas Chants & Visions (2008 г.)
- Masters Of Chant Chapter VII (25 сентября 2009 г.)
- The Dark Side Of The Chant (5 ноября 2010 г.)
- Best Of 1990 - 2010 (28 января 2011 г.) — сборник лучших песен[2].
- Masters Of Chant Chapter VIII (30 сентября 2011 г.)
- Epic Chants (14 сентября 2012 г.)
- Masters Of Chant Chapter IX (13 сентября 2013 г.)
- Winter Chants (31 октября 2014 г.)
- Masters Of Chant X: The Final Chapter (6 ноября 2015 г.)
- Holy Chants (2017 г.)
- 20/2020 (22 ноября 2019 г.) — сборник лучших песен
- 2021: Pure Chants
- 2022: Pure Chants II

### CD-синглы
- 1991: Once in a lifetime
- 1991: So Sad
- 2000: I still haven’t found what i’m looking for
- 2001: Still Haven’t Found What You’re Looking For? (US Release)
- 2001: Moment of Peace
- 2002: Voyage, Voyage
- 2003: The Gift / Angels
- 2003: Join Me
- 2004: Where The Wild Roses Grow
- 2004: Engel (Rammstein)
- 2010: O Fortuna (Starwatch Entertainment)
- 2012: World Without End (сингл доступен на iTunes)

### DVD и Blu-Ray
- 2001: Masters Of Chant in Santiago de Compostela
- 2002: Masters Of Chant Moment Of Peace In Ireland
- 2003: Masters Of Chant Chapter III
- 2003: Gold Edition
- 2006: Live at Kreuzenstein Castle (Live DVD)
- 2008: Christmas Chants & Visions (Live DVD)
- 2009: The Masterpieces (Live DVD)
- 2011: Gregorian: Video Anthology — Volume 1 (Blu-ray)
- 2011: The Dark Side Of The Chant On Tour (Live DVD)
- 2012: Live in Zagreb (Live DVD)
- 2013: Epic Chants Tour (Live DVD)